# Buddleja auriculata

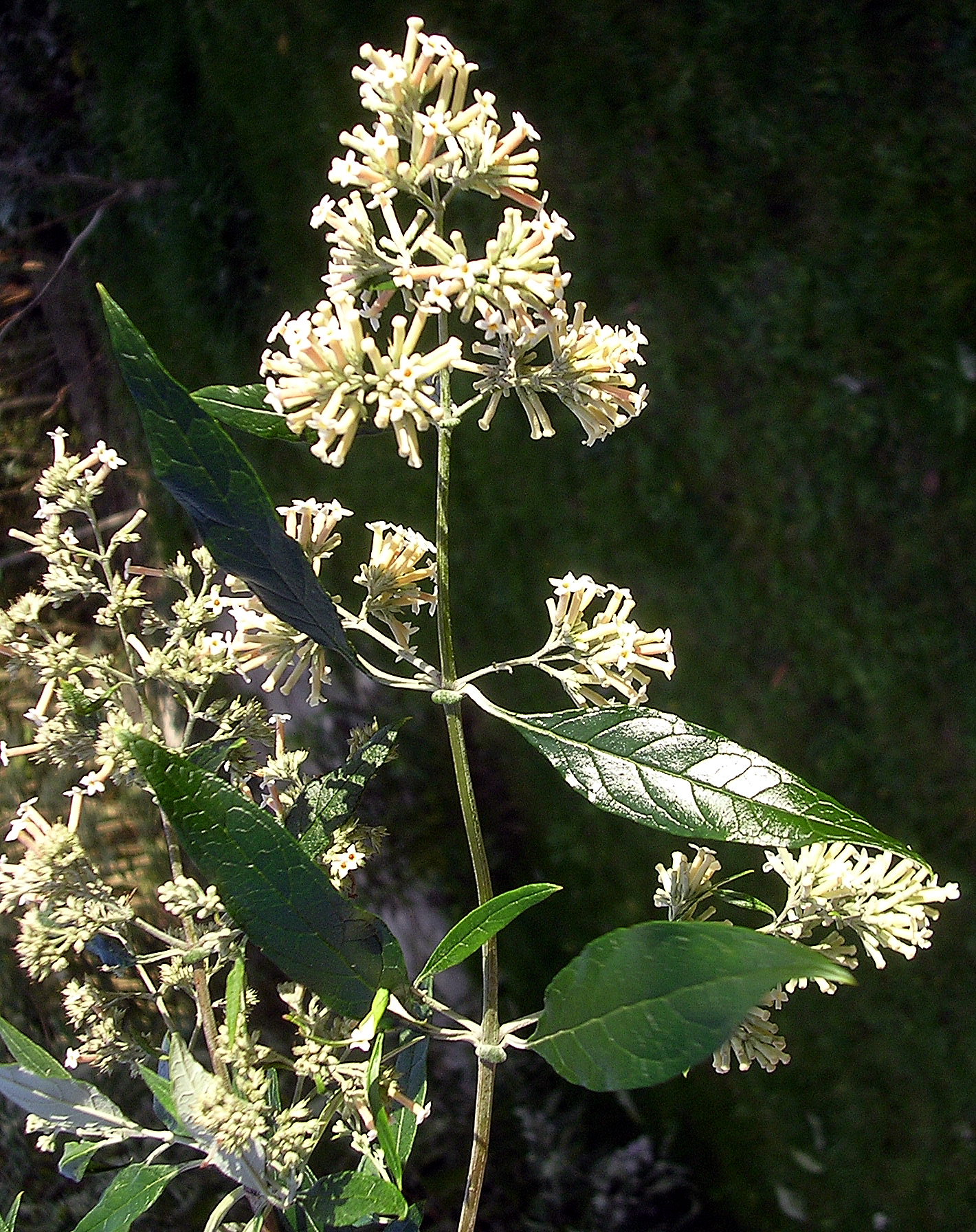
Inflorescència

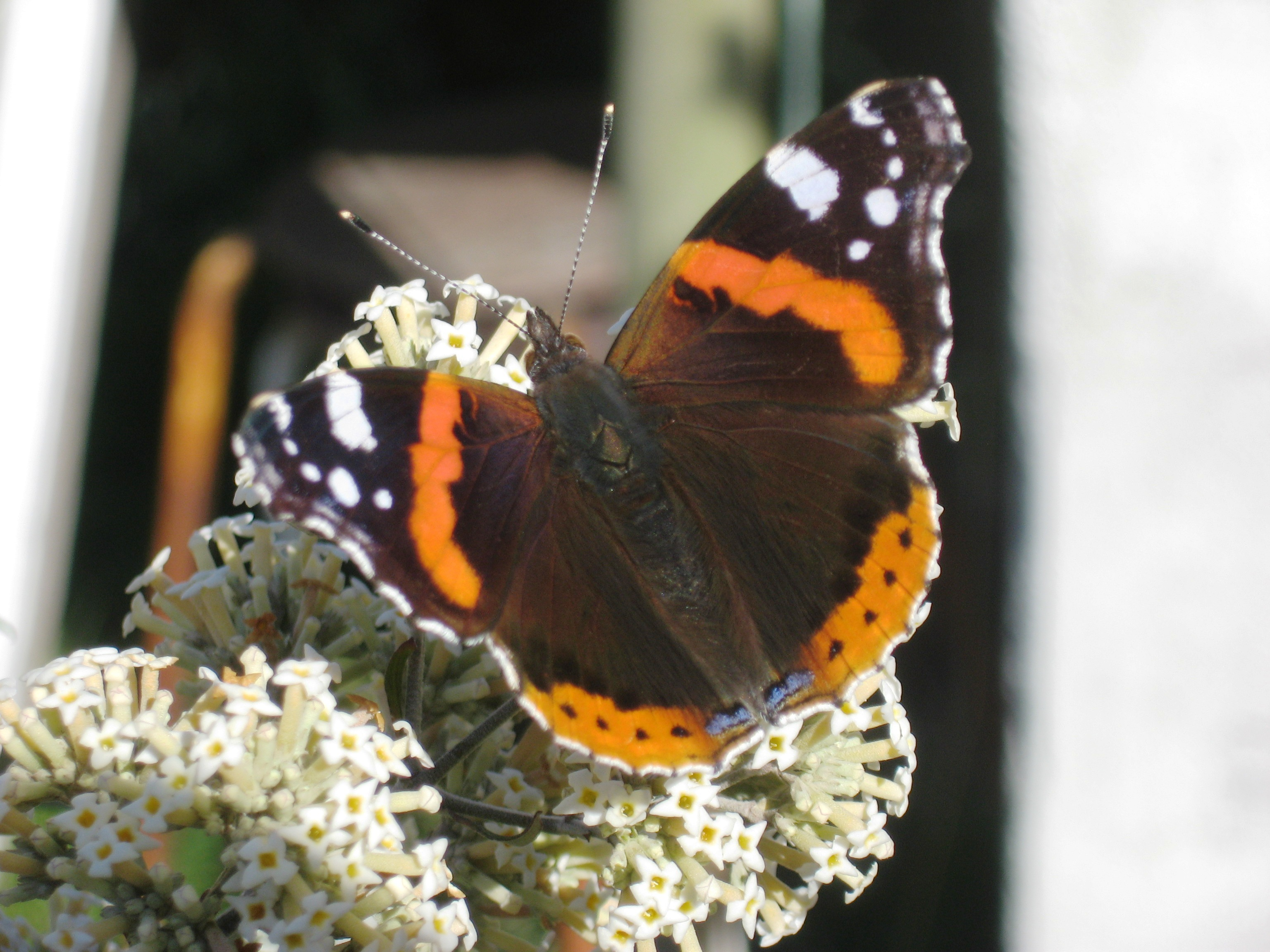
Vanessa atalanta alimentant-se del nèctar de Buddleja auriculata

Buddleja auriculata és una espècie de planta de la família de les Escrofulariàcies, endèmica de l'est de Sud-àfrica. És un arbust perenne que es troba a barrancs rocosos, vessants muntanyoses i marges de bosc perenne de grans altituds.